# Anisopleura comes
Anisopleura comes – gatunek ważki z rodziny Euphaeidae. Występuje od zachodnich Himalajów po prowincję Junnan (południowe Chiny), Bangladesz i stan Mizoram w północno-wschodnich Indiach.